# At the Golden Circle Stockholm
At the Golden Circle Stockholm è un doppio album live in due volumi del musicista jazz Ornette Coleman, contenente i concerti tenuti dall'Ornette Coleman Trio le sere del 3 e 4 dicembre 1965, al Gyllene Cirkeln club di Stoccolma. Il disco segna l'inizio del rapporto contrattuale tra Coleman e l'etichetta discografica Blue Note.

## Descrizione
L'album è il primo in cui Coleman si cimenti a suonare anche il violino e la tromba, oltre al suo abituale strumento il sassofono. L'influente The Penguin Guide to Jazz assegna ad entrambi i volumi 1 & 2 del disco il massimo dei voti, quattro stellette su quattro.
L'edizione in CD del 2002 contiene tracce bonus inedite in entrambi i volumi.

### Origine e storia
Nel costruire la sua nuova formazione in trio, Coleman scelse dei musicisti con i quali non aveva mai suonato in precedenza, e con dei background artistici differenti alle spalle. David Izenzon al contrabbasso, è un musicista colto, di stampo classico, e giovane docente di storia della musica al Bronx Community College. Il batterista Charles Moffett, invece, è un vecchio amico di Coleman sin dai tempi dell'infanzia a Fort Worth, e ha un passato di batterista rock'n'roll al fianco di Little Richard. Il trio si esibisce per la prima volta il 21 dicembre 1962, in un concerto immortalato sull'album Town Hall, 1962. Da lì in poi, segue una lunga pausa tra il '62 e il '65, si tratterà, per Coleman, di un periodo di forte ricerca interiore e sperimentazione sull'utilizzo di nuovi strumenti come tromba e violino, al cui studio l'artista si dedica in maniera tipicamente non ortodossa. L'idea è quella di ampliare la gamma espressiva della propria musica, soprattutto sul piano timbrico, attraverso delle nuove sonorità. A questo periodo di assenza dalle scene, corrisponderà poi, a partire dal 1965, una massiccia attività concertistica che troverà il proprio coronamento proprio nei concerti registrati alla fine di novembre in Svezia a Stoccolma all'interno del locale "Golden Circle" (Gyllene Cirkeln).

## Tracce
- Tutte le composizioni sono opera di Ornette Coleman.

At the Golden Circle Stockholm Vol. 1
1. Faces and Places
2. European Echoes
3. Dee Dee
4. Dawn
5. Faces and Places (Alternate take)
6. European Echoes (Alternate take)
7. Doughnuts

- Bonus tracks precedentemente inedite incluse nella ristampa CD del 2002.

At the Golden Circle Stockholm Vol. 2
1. Snowflakes and Sunshine
2. Morning Song
3. The Riddle
4. Antiques
5. Morning Song (Alternate take)
6. The Riddle (Alternate take)
7. Antiques (Alternate take)

- Bonus tracks precedentemente inedite incluse nella ristampa CD del 2002.

## Formazione
- Ornette Coleman: sax alto, violino, tromba
- David Izenzon: contrabbasso
- Charles Moffett: batteria